# Droga wojewódzka nr 170
Droga wojewódzka nr 170 (DW170) – droga wojewódzka w województwie lubuskim o długości 8 km łącząca Przeborowo z Starymi Bielicami. Trasa biegnie wzdłuż granicy województwa lubuskiego z wielkopolskim.

## Miejscowości przy trasie
- Przeborowo
- Drawiny
- w okolicach Starych Bielic